# Верхняя Баиха
Верхняя Баиха — река в Красноярском крае России, правый приток реки Турухан.
Река вытекает из небольшого безымянного озера на западе Туруханского района на высоте 139 м над уровнем моря. Протекает по незаселённой таёжной местности. В верховьях, активно меандрируя, течёт на север; затем, после впадения притока Покотылькы, течение реки меняется на северо-восточное. Впадает в Турухан напротив упразднённой деревни Усть-Баиха на высоте менее 12 м над уровнем моря. Длина реки составляет 282 км. Площадь водосборного бассейна — 7060 км². В среднем и нижнем течении ширина реки колеблется от 30 до 100 м при глубине до 3 м. Постоянные поселения на реке отсутствуют.

## Притоки
По порядку от устья к истоку:
- 33 км: Черошкы (лв)
- 46 км: Ладыга (пр)
- 63 км: Калтусная (пр)
- 67 км: без названия (пр)
- 73 км: Рыбная (лв)
- 76 км: Духовая (лв)
- 102 км: Ваньки-Старика (пр)
- 110 км: без названия (пр)
- 111 км: Нюрепиччелькы (пр)
- 120 км: Покотылькы (лв)
- 121 км: Дорожная (пр)
- 130 км: Каменка (лв)
- 136 км: Малая Баиха (лв)
- 158 км: без названия (лв)
- 174 км: Юрильпиччельтоного (пр)
- 198 км: без названия (пр)
- 207 км: Быстрый (лв)
- 211 км: Озёрная (пр)
- 217 км: Глубокая (пр)
- 232 км: Болотистая (лв)
- 237 км: без названия (лв)
- 258 км: без названия (лв)

## Данные водного реестра
По данным государственного водного реестра России и геоинформационной системы водохозяйственного районирования территории РФ, подготовленной Федеральным агентством водных ресурсов:
- Бассейновый округ — Енисейский
- Речной бассейн — Енисей
- Речной подбассейн — Енисей ниже впадения Нижней Тунгуски
- Водохозяйственный участок — Енисей от впадения Нижней Тунгуски до в/п города Игарка без реки Курейка от истока до Курейского гидроузла
- Код водного объекта — 17010800212116100098336